# Angelo Pagliaccetti
Angelo Pagliaccetti (Giulianova, 14 settembre 1966) è un allenatore di calcio ed ex calciatore italiano, di ruolo difensore.

## Carriera

### Giocatore
Ha giocato in Serie B con Licata e Acireale per un totale di 71 presenze.

### Allenatore
Nella stagione 2006-2007 viene ingaggiato dal Giulianova, squadra della sua città.
Nella stagione 2009-2010 assume l'incarico di allenatore del Notaresco, squadra abruzzese iscritta al torneo di Eccellenza. Viene esonerato prima di Natale, salvo essere richiamato nel febbraio 2010 e nuovamente esonerato un mese più tardi, esattamente il 10 marzo.
Nell'estate 2012 ritorna sulla panchina del Giulianova, però l'esperienza si chiude in anticipo con l'esonero, anche se rimane in società come collaboratore tecnico per gli anni successivi.
Il 15 gennaio 2024 torna a guidare la prima squadra del Giulianova, squadra seconda in classifica nel campionato abruzzese di Eccellenza, dove subentra all' esonerato Lucarelli. Porta la squadra sino alla finale playoff nazionale, persa con la Terranuova Traiana. Nonostante questo risultato, la società comunica che il rapporto di lavoro con il tecnico si concluderà alla naturale scadenza del contratto, ovvero il seguente 30 giugno.
Il successivo 24 luglio, la Rosetana, squadra iscritta al torneo abruzzese di promozione, comunica di avergli affidato la guida tecnica della prima squadra per la stagione 2024-2025. Il seguente 22 ottobre, con la squadra all' ultimo posto in graduatoria con appena 3 punti dopo 7 giornate, viene sollevato dall'incarico.

### Statistiche da allenatore
Statistiche aggiornate al 26 maggio 2024.

#### Club
| Stagione        | Squadra         | Campionato      | Campionato | Campionato | Campionato | Campionato | Coppe nazionali | Coppe nazionali | Coppe nazionali | Coppe nazionali | Coppe nazionali | Coppe continentali | Coppe continentali | Coppe continentali | Coppe continentali | Coppe continentali | Altre coppe | Altre coppe | Altre coppe | Altre coppe | Altre coppe | Totale | Totale | Totale | Totale | % Vittorie | Piazzamento        |
| Stagione        | Squadra         | Comp            | G          | V          | N          | P          | Comp            | G               | V               | N               | P               | Comp               | G                  | V                  | N                  | P                  | Comp        | G           | V           | N           | P           | G      | V      | N      | P      | %          | Piazzamento        |
| --------------- | --------------- | --------------- | ---------- | ---------- | ---------- | ---------- | --------------- | --------------- | --------------- | --------------- | --------------- | ------------------ | ------------------ | ------------------ | ------------------ | ------------------ | ----------- | ----------- | ----------- | ----------- | ----------- | ------ | ------ | ------ | ------ | ---------- | ------------------ |
| sett.-ott. 2012 | Giulianova      | C1              | 8          | 1          | 1          | 6          | CI-C            | -               | -               | -               | -               | -                  | -                  | -                  | -                  | -                  | -           | -           | -           | -           | -           | 8      | 1      | 1      | 6      | 12,50      | Sub., Eson.        |
| 2009-2010       | Notaresco       | Ecc.            | ?          | ?          | ?          | ?          | CI-Ecc.         | ?               | ?               | ?               | ?               | -                  | -                  | -                  | -                  | -                  | -           | -           | -           | -           | -           |        |        |        |        | —          | Eson., Sub., Eson. |
| lug.-ott. 2012  | Giulianova      | Ecc.            | ?          | ?          | ?          | ?          | CI-Ecc.         | ?               | ?               | ?               | ?               | -                  | -                  | -                  | -                  | -                  | -           | -           | -           | -           | -           |        |        |        |        | —          | Eson.              |
| gen.-giu. 2024  | Giulianova      | Ecc.            | 14+4       | 11+1       | 2+1        | 1+2        | CI-Ecc.         | -               | -               | -               | -               | -                  | -                  | -                  | -                  | -                  | -           | -           | -           | -           | -           | 18     | 12     | 3      | 3      | 66,67      | Sub., 2º           |
| Totale carriera | Totale carriera | Totale carriera | 26         | 13         | 4          | 9          |                 | 0               | 0               | 0               | 0               |                    | -                  | -                  | -                  | -                  |             | -           | -           | -           | -           | 26     | 13     | 4      | 9      | 50,00      |                    |